# Programa Gemini Azul
Blue Gemini  o, Gemini Azul, fue un proyecto orquestado por la Fuerza Aérea de los Estados Unidos (USAF) propuesto por primera vez en el mes de agosto de 1962 para una serie de siete vuelos derivados del programa de la serie de naves espaciales Gemini para permitir que la Fuerza Aérea adquiriera experiencia de vuelo espacial tripulado antes del lanzamiento del Sistema de Desarrollo Orbital Tripulado o MODS. El plan era utilizar naves espaciales Gemini disponibles en el mercado, y quizás derivar en su propio programa militar de dichas naves para operaciones militares en el espacio exterior en el contexto de la Guerra Fría.
Este comenzó como el Sistema de Desarrollo Orbital Militar, creado por la División de Sistemas Espaciales de la Fuerza Aérea de los EEUU (SSD por sus siglas en inglés) en junio de 1962.

## Historia
El programa Blue Gemini estaría compuesta por dos misiones en colaboración con  la Administración Nacional de Aeronáutica y del Espacio (NASA) que incluirían a un copiloto de la USAF y cuyo objetivo era cumplir con los objetivos de la NASA. A estas mismas, les seguirían dos misiones más de la NASA que contarían con tripulaciones de la USAF. Si bien, estas misiones estarían dedicadas a los objetivos de la NASA, asimismo incluirían experimentos de la USAF si fuera posible con fines relacionados con la Seguridad Nacional de carácter secreto. La fase final del Blue Gemini constaría con tres misiones dedicadas a la USAF. Una de ellas sería una misión de un encuentro orbital con el vehículo de atraque orbital de la segunda fase del Titan II-Agena, el mismo que se utilizó para hacer pruebas de acoplamiento probadas con el programa Gemini. Se llegó a estudiar que una posible tripulación solo contaría con un solo astronauta para que en algunas de estas misiones posteriores que se llevasen a cabo, dejando que con el segundo asiento de la Gemini estuviera ocupado para usar un equipo experimental. Las posibles cargas útiles incluían una unidad de maniobra tripulada que permitiría al astronauta maniobrar alrededor de la nave espacial, un sistema de navegación avanzado, una estructura erigible y un gran radar de mapeo terrestre. El plan era finalizar las misiones Blue Gemini aproximadamente cuatro meses antes del debut de la estación espacial MODS.
Blue Gemini al final fue cancelado en enero de 1963 por el Secretario de Defensa Robert McNamara después de decidir que se podían realizar experimentos militares a bordo de algunas misiones de la NASA, es decir, precisamente con el Proyecto Gemini y no usar el mismo programa para derivar en otro. Asimismo, McNamara también canceló el programa MODS al mismo tiempo de este suceso. El 21 de enero de 1963, McNamara y el administrador de la NASA , James Webb, acordaron crear una Junta de Planificación del Programa Gemini, "para evitar una duplicación de esfuerzos en el campo de los vuelos espaciales tripulados y asegurar el máximo logro de objetivos de valor tanto para la NASA como para el Departamento de Defensa". 
En diciembre de 1963, McNamara aprobó otro proyecto, el desarrollo de un Laboratorio Orbital Tripulado (MOL), que en esencia era un MODS revivido pero con otros aditamentos y objetivos. Blue Gemini no debe confundirse con la nave espacial Gemini B que fue desarrollada para el programa MOL. El Gemini B incluiría un túnel escotilla a través del escudo térmico de la cápsula para permitir que los astronautas llegaran a la sección de la nave espacial MOL.
Debido a que la Blue Gemini era un proyecto apenas desarrollado en papel que se canceló antes de que la NASA iniciara el programa de vuelos de la Gemini, no se construyó ningún hardware para la Blue Gemini como tal. Un artículo de prueba en exhibición en el Museo Nacional de la Fuerza Aérea de los Estados Unidos en la Base de la Fuerza Aérea Wright-Patterson, Ohio, resultó siendo la nave espacial Gemini B, reconocida por su distintivo "US Air Force" escrito en el costado y con la escotilla circular cortada a través del escudo térmico.

## En la Cultura Popular

### En la Ficción
La trilogía de novelas denominadas Blue Gemini (Blue Gemini, Blue Darker Than Black y Pale Blue) del escritor estadounidense Mike Jenne, describe un "Proyecto de apoyo aeroespacial" ficticio que utilizaba una versión modificada de la nave espacial Gemini que ejecutaba misiones militares bajo la sigla IIK (Interceptar-Inspeccionar-Matar) contra satélites soviéticos sospechosos de llevar armas nucleares.

## Lectura adicional
- Day, Dwayne (12 de septiembre de 2022). «A darker shade of blue: The unknown Air Force manned space program». The Space Review.